# Begraafplaats van Airaines
De Begraafplaats van Airaines is een gemeentelijke begraafplaats in de Franse gemeente Airaines in het departement Somme. De begraafplaats ligt aan de oostelijke rand van het dorpscentrum van Airaines.

## Oorlogsgraven
Op de begraafplaats bevindt zich een Britse militair perk met gesneuvelden uit de Tweede Wereldoorlog. Het perk bevindt zich aan de noordoostelijke rand van de begraafplaats en telt 7 graven. Alle graven zijn geïdentificeerd; de 7 militairen sneuvelden allen op 1 september 1944. De graven worden onderhouden door de Commonwealth War Graves Commission. In de CWGC-registers is de begraafplaats opgenomen als Airaines Communcal Cemetery.

### Bekende gesneuvelden
- Ronald Bolton Littledale, die in 1942 met 3 anderen had weten te ontsnappen uit het krijgsgevangenenkamp in Slot Colditz.